# Myslivna (Brno)
Myslivna byla hotel a restaurace v Pisárkách v Brně, v městské části Brno-Kohoutovice. Byla postavena v návaznosti na původní výletní restauraci Myslivna z konce třicátých let 20. století. Budova hotelu byla zprovozněna v listopadu 1987. V roce 2023 byl celý areál zdemolován a začala stavba nového šestipatrového komplexu.

## Historie
Původní kamenná myslivna byla nahrazena výletní restaurací (1938–1939), kterou navrhl Bohumil Tureček. Tato budova byla později začleněna do návrhu hotelu Myslivna od architekta Jana Dvořáka z roku 1969. Podle původních plánů měla stavba začít roku 1975, realizace však byla opakovaně odkládána. Tříhvězdičkový hotel byl nakonec postaven v letech 1980 až 1987. Po zprovoznění byla kapacita hotelu 120 pokojů, kromě toho byl k dispozici i konferenční salon s kabinami pro tlumočníky. Čtyřpodlažní budova hotelu byla připojena k původní restauraci, přestavovanou v letech 1987–1989, přes spojovací část s recepcí.
Vlastníkem hotelu bylo město Brno, které ho prodalo a nový vlastník začal v roce 2023 s demolicí. Zboural původní budovu a začal stavět nový šestipatrový komplex Nová myslivna. Ten by měl být uveden do provozu v roce 2026, jeho součástí bude restaurace, hotel, wellness, ale i 90 bytů. Během demolice byla část uměleckých děl z hotelu zachována a měla by být využita i v nové budově.

## Galerie

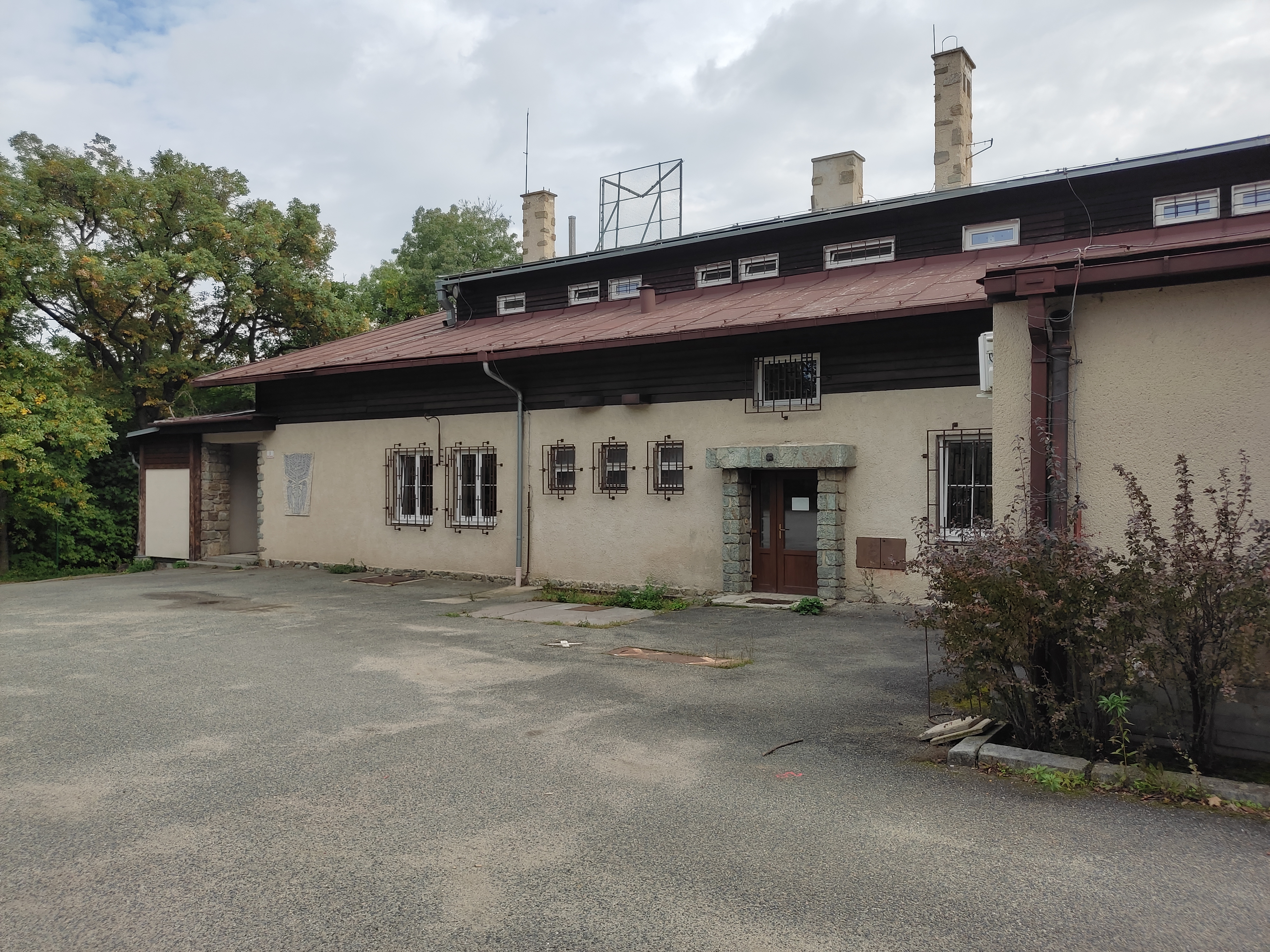
Původní restaurace ze 30. let 20. století
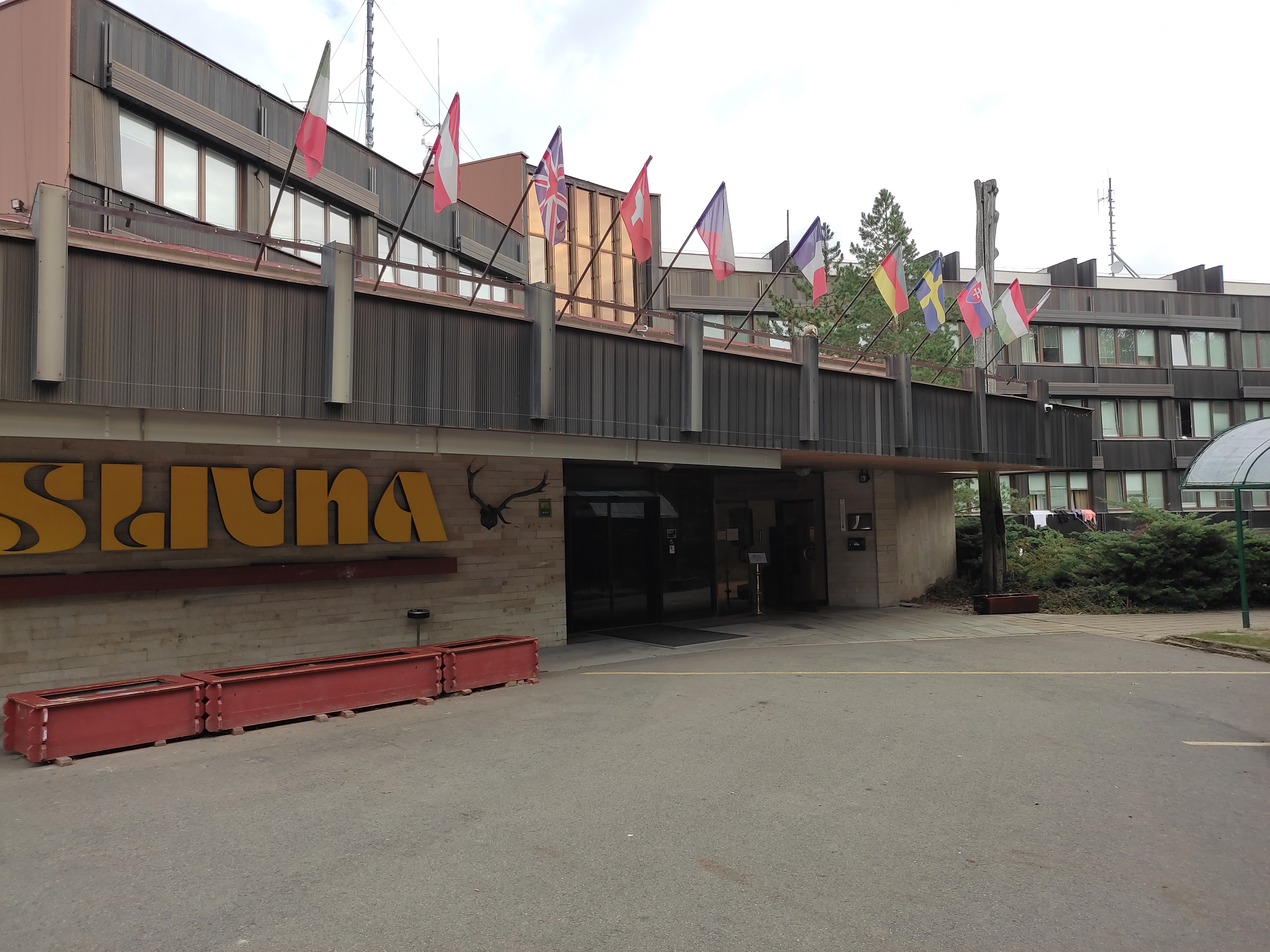
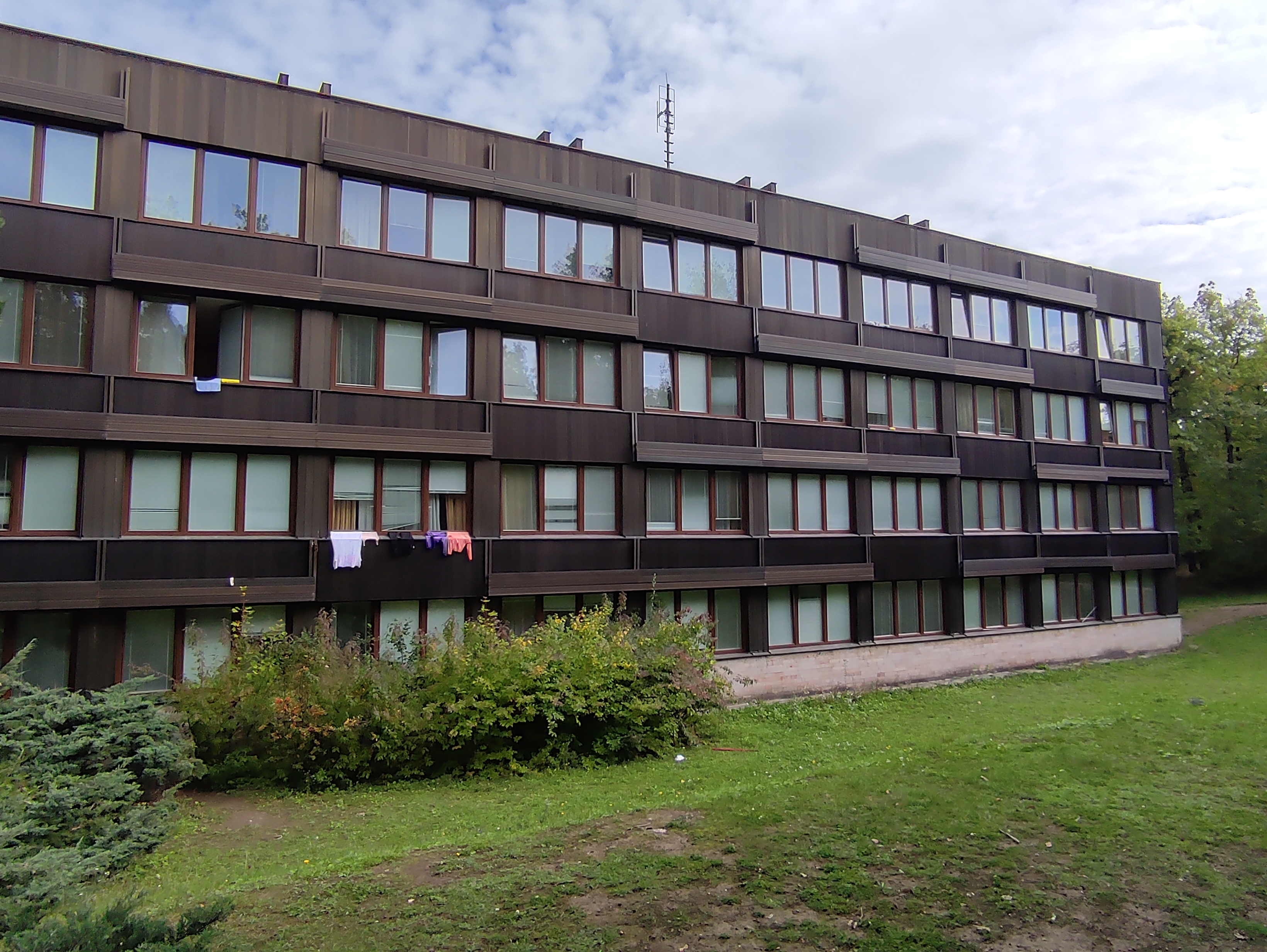
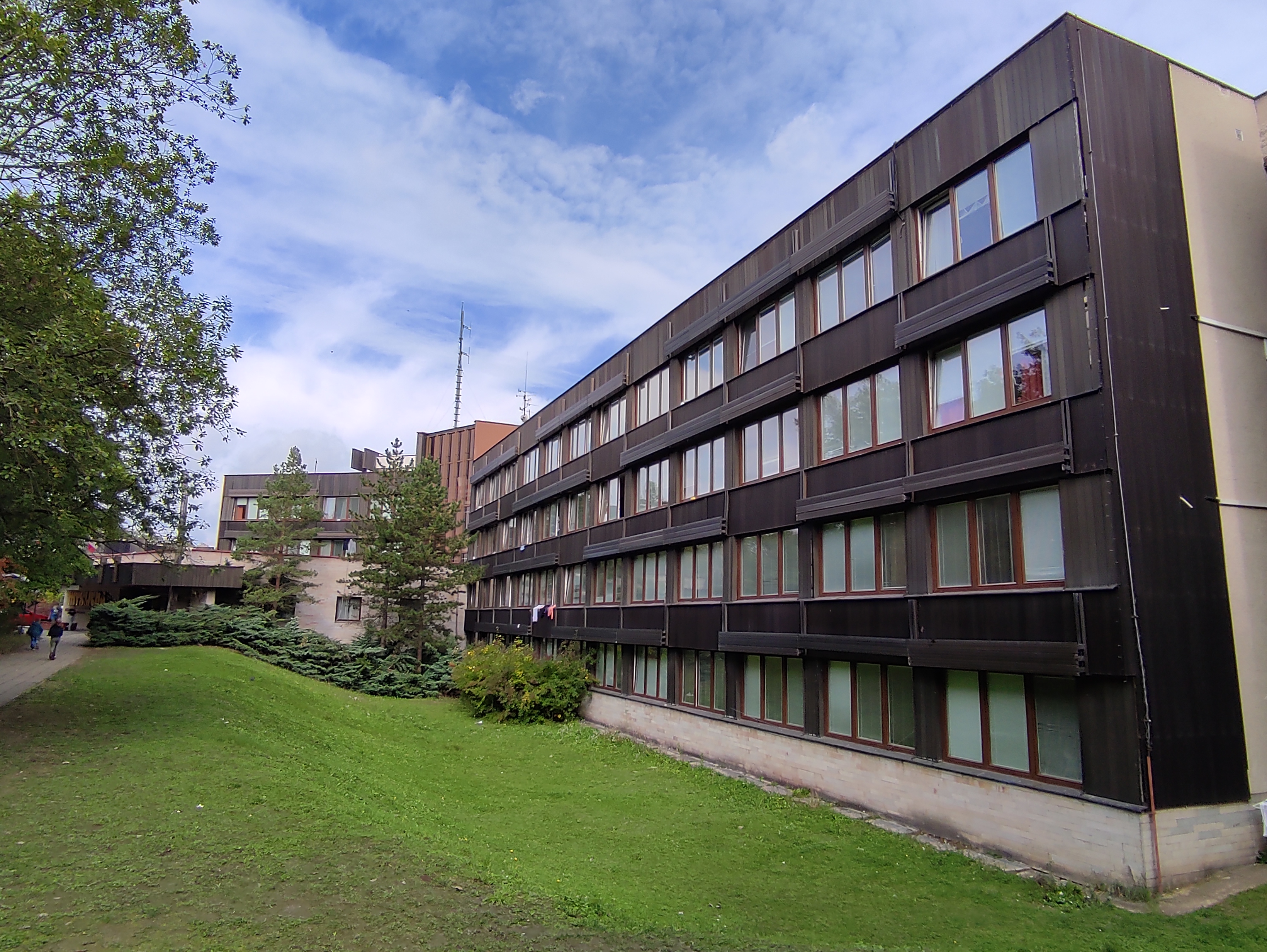
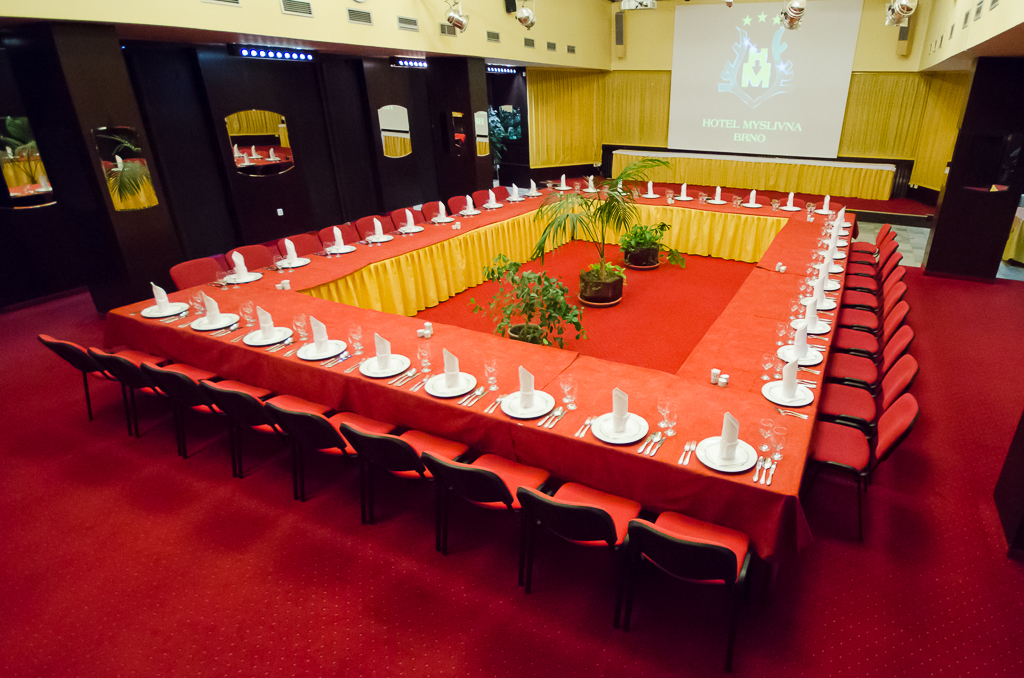
Konferenční prostory původního hotelu
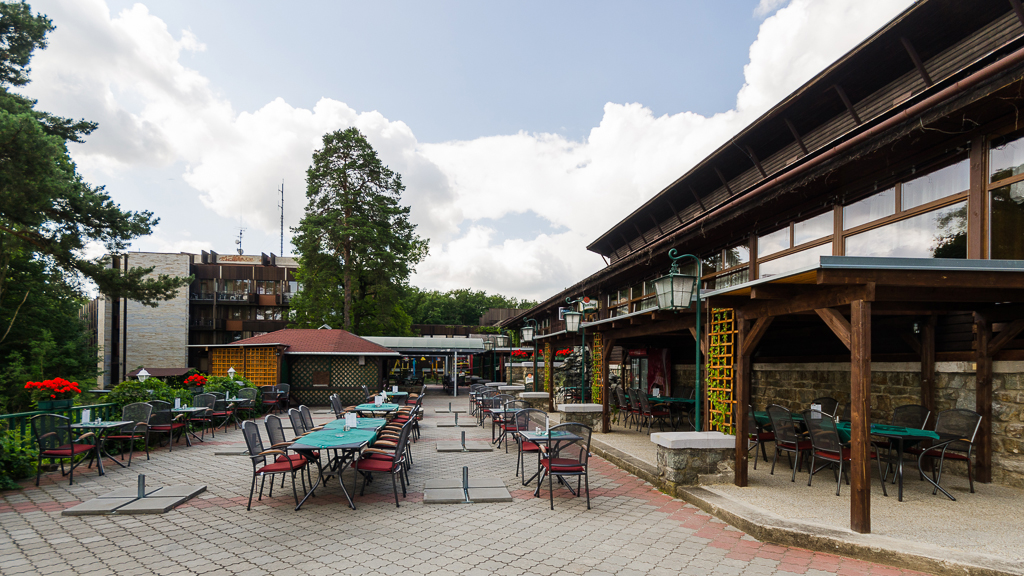
Letní terasa
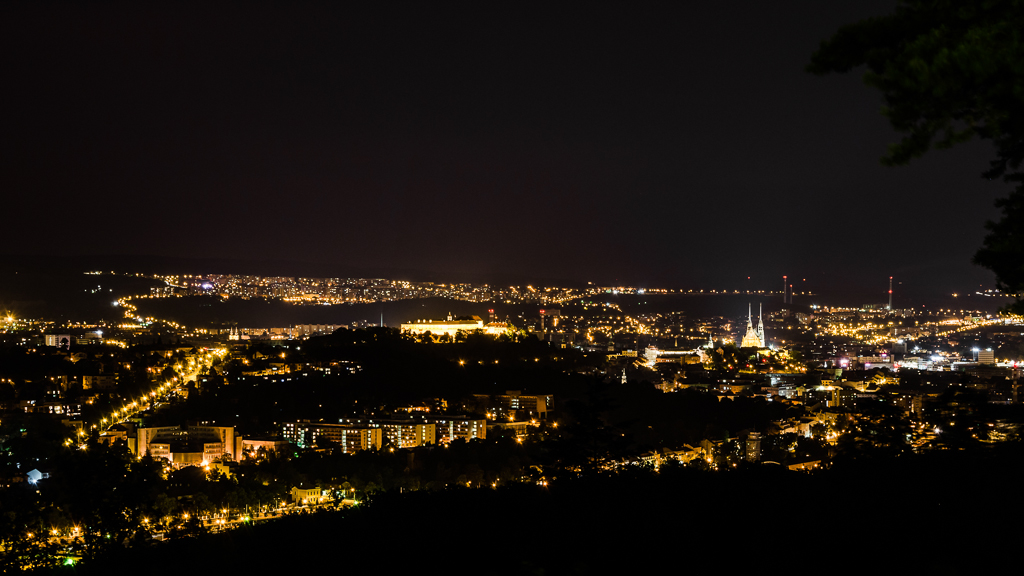
Noční výhled z terasy
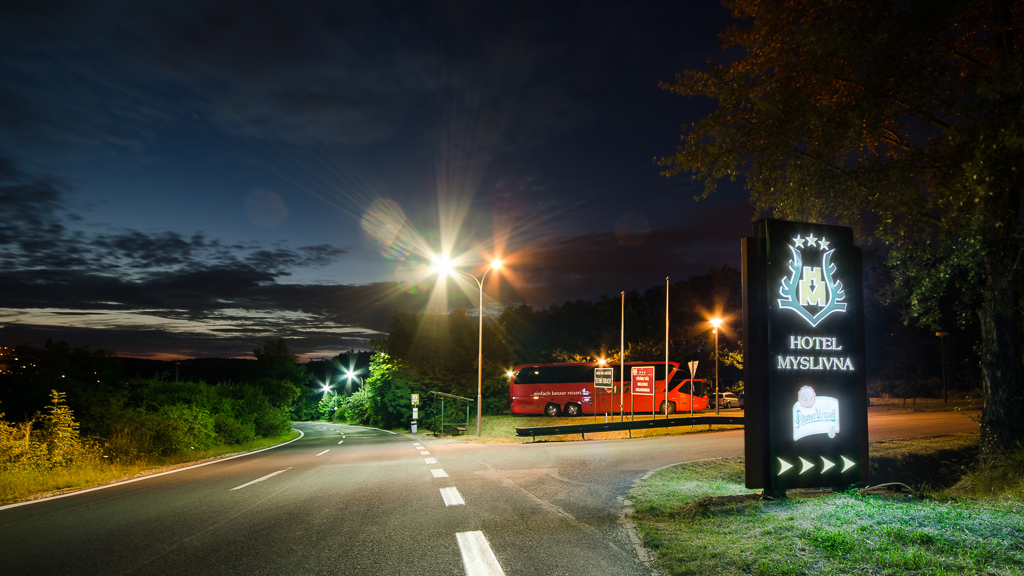
Příjezd k hotelu
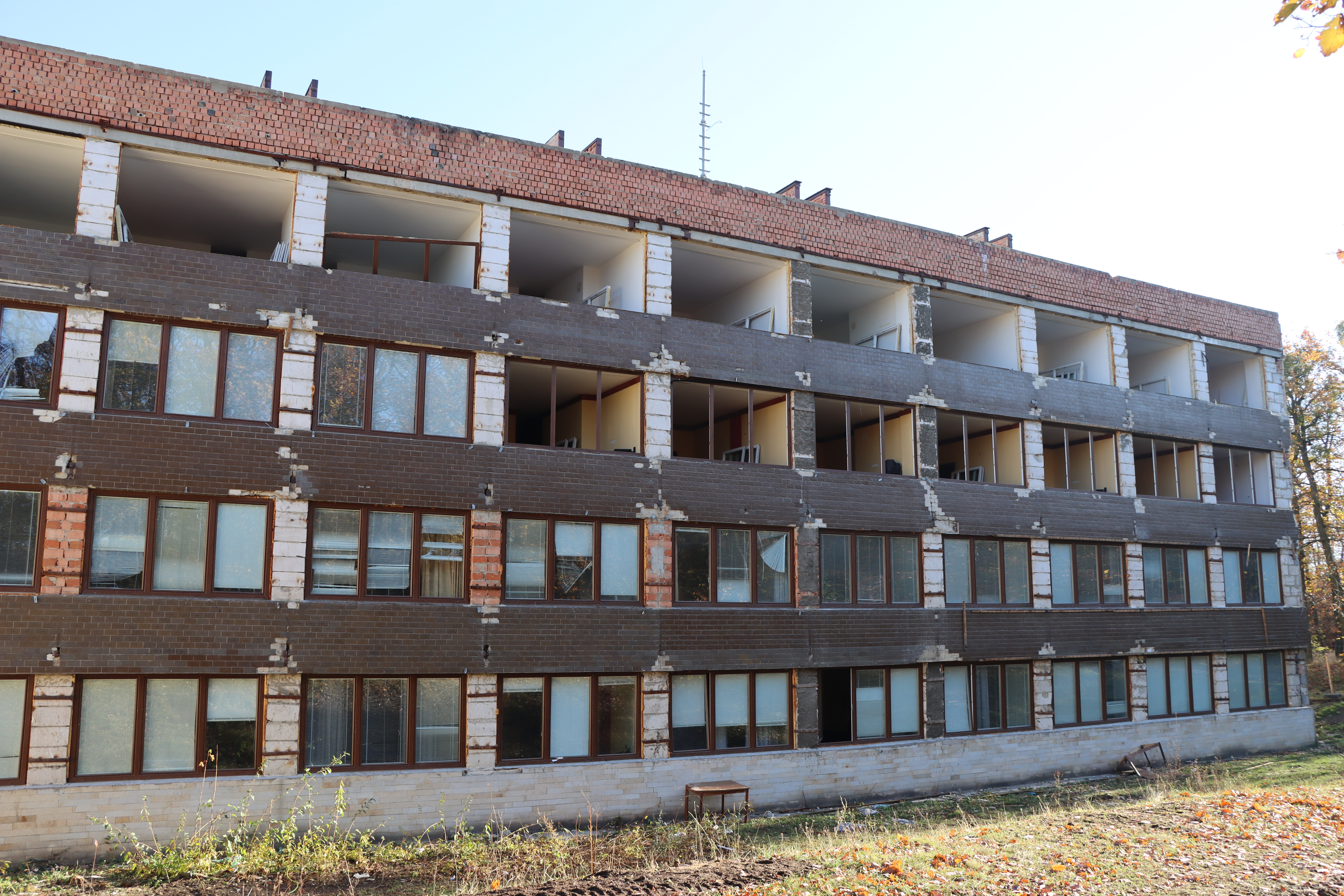
Demolice hotelu
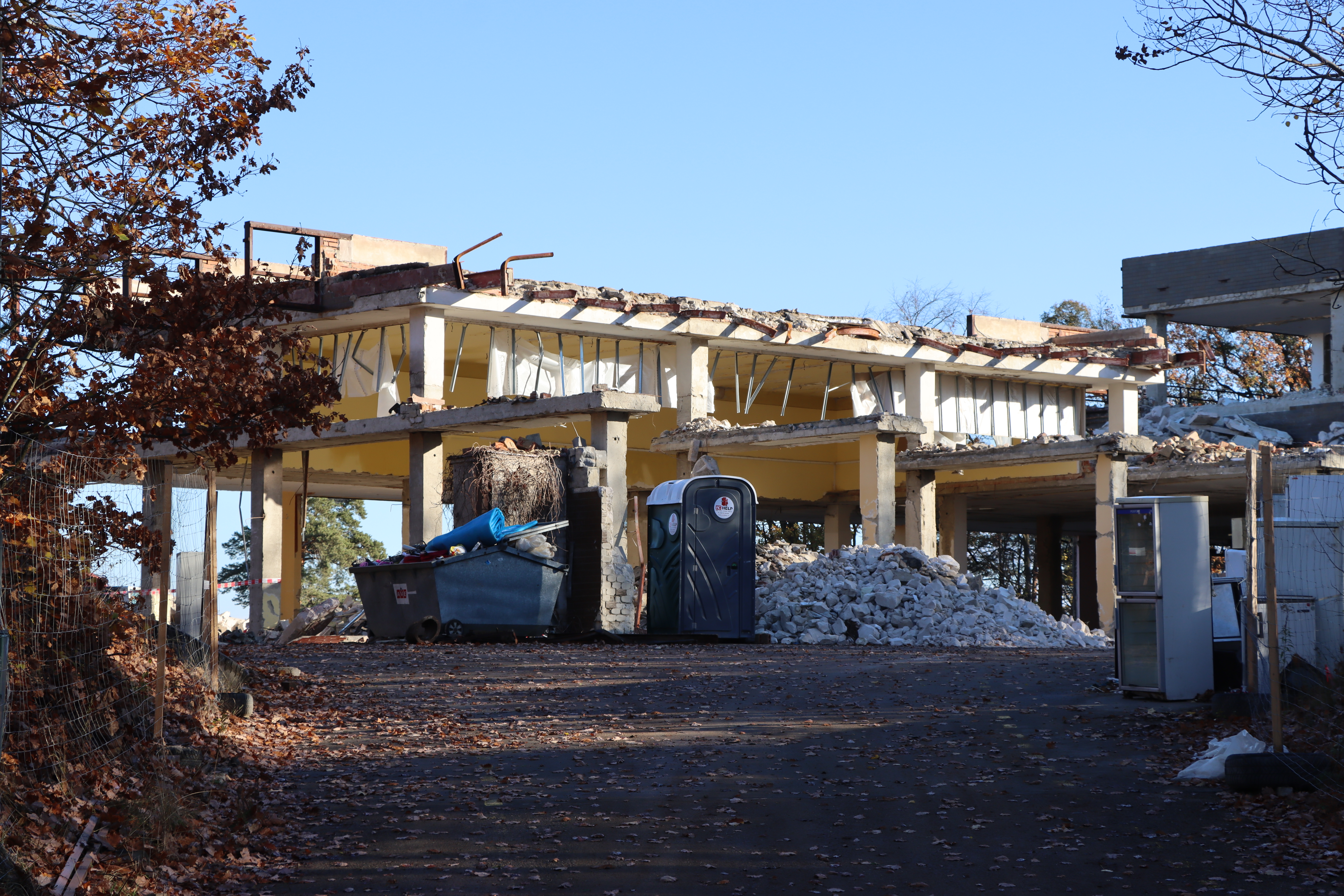